# Ensign Records
Ensign Records Ltd. – brytyjska wytwórnia płytowa, założona w 1976 (lub 1977) przez Nigela Grainge’a i Chrisa Hilla jako niezależna filia Phonogramu. Aktualnie firma podlega założonej w Niemczech wytwórni Parlophone Label Group, spółki należącej do koncernu Warner Music Group.

## Historia
Nigel Grainge, który zaczynał współpracę z branżą muzyczną w roku 1970 jako sprzedawca w brytyjskim Phonogramie, w latach 1975–1976 był dyrektorem A&R. Wkrótce podpisał kontrakt z Thin Lizzy, 10cc, Steve Miller Band, jak też zdobył ogólnoświatową licencję na dystrybucję produktów fonograficznych odnoszącej wówczas sukcesy wytwórni All Platinum. Niedługo potem Grainge zdecydował się odejść z firmy, by utworzyć własne niezależne przedsiębiorstwo, w którym Phonogram posiadał pakiet akcji.
Pierwsze sukcesy odniósł w trakcie współpracy z zespołem The Boomtown Rats w roku 1977, gdy irlandzką formację 13 razy odnotowano w brytyjskim zestawieniu Top 20 najlepiej sprzedających się singli, przy czym dwa z nich – „Rat Trap” oraz „I Don’t Like Mondays” – dotarły na sam szczyt zestawienia. Wydawnictwa spod znaku Ensign zdobywały europejskie rynki z przebojami Flash and the Pan („Waiting for a Train” #26 NL), Eddy’ego Granta („Do You Feel My Love” #8 UK), Light of the World („I’m So Happy/Time” #35 UK), and Phil Fearon & Galaxy („Dancing Tight” #4 UK, „What Do I Do” #5).
W 1983 Grainge odsprzedał prawa do grupy Boomtown Rats Phonogramowi, w celu uzyskania pełnej wolności. Rok później sprzedał firmę wytwórni Chrysalis Records, aż do połowy lat 90. XX wieku zarządzając nią nadal i prowadząc biuro w dzielnicy Londynu Notting Hill. Największe sukcesy wytwórnia odniosła dzięki współpracy z irlandzką piosenkarką Sinéad O’Connor („Nothing Compares 2 U” #1 UK), The Waterboys („The Whole of the Moon” #3 UK), World Party („Is It Like Today” #19 UK), oraz The Blue Aeroplanes.

### Sukces międzynarodowy
Największym ogólnoświatowym, komercyjnym sukcesem w historii wytwórni był wydany w 1990 „Nothing Compares 2 U”, singiel O’Connor, który rozszedł się w kilkumilionowym nakładzie. Był on numerem jeden w blisko 20 krajach na świecie, a w USA stał się trzecią najchętniej kupowaną małą płytą 1990 roku. Na aktualnej liście „500 utworów wszech czasów” amerykańskiego magazynu Rolling Stone piosenka znajduje się na pozycji 165. W zestawieniu „100 największych utworów lat 90.”, sporządzonym przez muzyczną stację VH1, kompozycja Prince’a, w wykonaniu O’Connor plasuje się natomiast na miejscu 10.

### Wytwórnia dzisiaj
Po wchłonięciu Chrysalis Records przez korporację EMI w roku 1991, Grainge opuścił przedsiębiorstwo, które stało się nieaktywnym bytem brytyjskiego holdingu. Aktualnie wytwórnia funkcjonuje jako jednostka zależna niemiecko–brytyjskiej spółki Parlophone Label Group, która w 2013 roku została nabyta przez amerykański koncern Warner Music Group.